# Xã Liberty, Quận Putnam, Missouri
Xã Liberty (tiếng Anh: Liberty Township) là một xã thuộc quận Putnam, tiểu bang Missouri, Hoa Kỳ. Năm 2010, dân số của xã này là 218 người.